# Robot (manga)
Robot es una serie de libros que contienen el trabajo artístico de varios artistas asiáticos. La serie fue creada por Range Murata como un modo para que los nuevos artistas pudieran publicar sus trabajos. El primer volumen de "Robot" fue lanzado el 21 de octubre de 2004. La serie cuenta actualmente con 10 volúmenes disponibles, destacando una alta calidad gráfica por parte de los ilustradores que conforman el compendio. El precio de cada libro oscila entre los $19 y los $21 USD y en España se puede encontrar por 9,95€ con un promedio de 165 páginas por volumen y alrededor de 15 autores juntos.
En España llegaron a editarse bajo la corresponsal de Glénat hasta el volumen 3, donde abandonaron el proyecto (en este caso por quiebra de la empresa). En Inglés se distribuyeron a mano de Digital Publishing hasta el volumen 3 hasta que se rompieron las negociaciones de distribución. Tomando Udon el relevo, publicaría  hasta el volumen 5.
Las ediciones integras (del 1 al 10) pueden encontrarse en su idioma original o en francés, bajo la editorial Glénat.

## Artistas envueltos
- Range Murata
- Hiroyuki Asada
- Yoshitoshi Abe
- Mami Itou
- Okama
- Yu Kinutani
- Makoto Kobayashi
- Sabe
- Kei Sanbe
- Sho-u Tajima
- Shin Nagasawa
- Hanaharu Naruco
- Mie Nekoi
- HACCAN
- Ugetsu Hakua
- Shigeki Maishima
- Yasuto Miura
- Miggy
- Suzuhito Yasuda
- YUG
- Imperial Boy
- Dowman Sayman
- Hirotaka Maeda
- Osamu Kobayashi
- Kei Toume
- Kengo Yonekura
- RCO Wada
- Enomoto
- Kouji Ogata
- Yusuke Kozaki
- Yumi Tada
- Fuji Jun
- Hyung-Tae Kim
- Shuzilow Ha
- Neon Vision
- Michio Murakawa